# Mickaël Miro
Pour les articles homonymes, voir Cohen et Miro.
Mickaël Cohen, dit Mickaël Miro, né le 8 novembre 1978 à Villeurbanne, est un auteur-compositeur-interprète et producteur français de pop et de variétés, très influencé par Jean-Jacques Goldman. Il se réclame lui-même de l'école « BCBG », c'est-à-dire Balavoine, Cabrel, Berger et Goldman, qui sont ses références musicales. « Miro » est un pseudonyme en hommage à son grand-père décédé. Il s'est fait connaître grâce à son single L'horloge tourne, sa première chanson diffusée sur les ondes à grande échelle et proclamée chanson de l'année en 2011.

## Biographie
Mickaël Miro s'inscrit dans la tradition de la chanson française. En 2001, il décroche une maîtrise en droit des affaires. C'est d'ailleurs durant ses années de faculté qu'il écrit ses chansons. En 2007, il participe au collectif de lutte contre la maladie d'Alzheimer « Les Marguerites », présent sur le single J'y étais pas signé chez Midi52/EMI. Le 6 décembre 2008, le groupe rock ANESA (du chanteur Harold Haven de la huitième édition de Star Academy) invite Mickaël Miro à faire sa première partie à la Boule Noire.
Fin octobre 2010 sort L'horloge tourne, son premier single, avant la sortie de son premier album, Juste comme ça, le 9 mai, qui contient notamment un duo avec la chanteuse Natasha St Pier. En juin 2011, il sort son 2e single, Ma scandaleuse. Le 14 juin 2011, il est invité à l'émission Taratata (no 389). En décembre 2011, il participe à l'émission Tous ensemble présentée par Marc-Emmanuel Dufour. Le 30 décembre 2011, avec son single L'horloge tourne, il remporte le titre « La chanson de l'année 2011 » sur TF1, dans l'émission La Chanson de l'année présentée par Nikos Aliagas,,.
Le 28 janvier 2012, il est nommé dans la catégorie NRJ Music Award de la révélation francophone de l'année aux NRJ Music Awards 2012. La même année, Enrico Macias l'invite à partager un duo sur son album de reprise Venez mes amis avec le morceau Le Mendiant de l'amour. Il participe au single caritatif Je reprends ma route en faveur de l'association Les Voix de l'enfant, puis au titre Pour une vie, pour un rêve en 2013 qui soutient l’organisation Unitaid, en compagnie entre autres de Louis Delort, Emmanuel Moire et Florent Mothe.
En 2015, Mickaël interprète le rôle de Maurice Lindet dans la comédie musicale Marie-Antoinette et le Chevalier de Maison-Rouge de Didier Barbelivien dont les représentations étaient prévues à l'automne 2016.
Depuis 2016, il est le manager de Slimane. En cette même année, il fonde avec trois amis DJ le groupe électro The Parakit en 2016 avec ses amis Mickael et Dj Lil Moses.
Le 6 avril 2018, après avoir sorti Save Me et When I Hold You, The Parakit sort son nouveau titre Dam Dam sur leur label La Perruche Records. Ce titre est une version électro du premier single de Mickaël Miro L’horloge tourne qu’il réinterprète en anglais sur un fond deep house, avec une vocale féminine pour le refrain.
Manager agent de Amel Bent.

## Vie privée
Avec sa femme Anne, ils sont les parents de Sienna, née le 25 février 2011, d'India, née le 26 février 2013 et de River né en 2018. 

## Discographie

### Singles
- 2010 : L'horloge tourne
- 2011 : Ma scandaleuse
- 2011 : Laisse-moi m'en aller
- 2012 : Juste comme ça (en duo avec Natasha St-Pier)
- 2012 : La Vie simplement
- 2013 : Go Go Go !
- 2013 : J'apprendrai
- 2014 : Le Temps des sourires
- 2018 : Dam Dam (feat. The Parakit)
- 2021 : Sur la route